# Nothing Like The Rain
A Nothing Like The Rain című ballada a holland 2 Unlimited duó 4. és egyben utolsó kimásolt kislemeze a Real Things című albumról.

## Megjelenések
Maxi CD  Svédország  Byte Records – 181.549-2
1. Nothing Like The Rain (Airplay Edit) 3:59
2. Nothing Like The Rain (Rainy Edit) 3:43 Remix – Phil Wilde
3. Nothing Like The Rain (Rainy Remix) 5:49 Remix – Phil Wilde
4. No Limit (X-Out '95) 5:59 Remix – X-Out

## Slágerlista
| Slágerlista (1995)                | Legjobb helyezés |
| --------------------------------- | ---------------- |
| Australia (ARIA)                  | 134              |
| Belgium (Flanders) (Ultratop)     | 23               |
| Belgium (Wallonia) (Ultratop)     | 29               |
| Europe (Eurochart Hot 100)        | 68               |
| Finland (Suomen virallinen lista) | 18               |
| Netherlands (MegaCharts)          | 8                |
| Norway (VG-lista)                 | 17               |
| Spanish Singles Chart             | 14               |